# Адагуа-ныха
Ада́гуа-ныха (абх. Ада́гәа-ныха) — святая гора, одно из семи святилищ Абхазии. Находится примерно в 3 км от села Цабал в Гулрыпшском районе. Гора имеет другое название — Сахарная голова.
Традиционная (автохтонная) религия абхазов представлена семью главными святилищами — быжныха, почитаемыми большинством этнических абхазов, в том числе христианами и мусульманами. Среди исследователей и местного населения существуют разногласия о том какая аныха в быжныхе (помимо Дыдрипш, Лых, Лдзаа, Инал-куба, Лашкендар, Елыр) была седьмой. В списке предположений — Адагуа (по версии Л. Л. Регельсона и И. И. Хварцкия здесь мог существовать, описанный в библии райский сад Эдем), Бытха (святилище убыхского народа, родственного абхазскому), Геч, Ебыр, Капба, Лапыр, Напра. Л. Регельсон и И. Хварцкия считают так же, что святилище Адагуа-ныха в селе Цабал было первым на территории Абхазии, но всё же большинство исследователей признают старшинство (по возрасту) за аныхой Инал-куба.
По народному преданию абхазов, Адагуа — глухой, слепой царь зверей.